# Kurt Meier (Kirchenhistoriker)
Kurt Meier (* 18. Juni 1927 in Venusberg im Erzgebirge; † 13. Juni 2022 in Leipzig) war ein deutscher lutherischer Theologe und Hochschullehrer. Von 1965 bis 1992 lehrte er als Professor für Kirchengeschichte an der Universität Leipzig.

## Leben
Als Sohn eines selbständigen Malermeisters machte auch Meier ab 1941 eine Malerlehre, entschloss sich aber nach dem Kriegsende zum Studium der Evangelischen Theologie. Er holte das Abitur nach und begann 1949 sein Studium an der Theologischen Fakultät der Karl-Marx-Universität Leipzig. Nach dem Examen 1955 erhielt Meier als wissenschaftlicher Aspirant die Gelegenheit zur weiteren wissenschaftlichen Qualifikation und konnte auch ein Semester an der Universität Zürich studieren. Nach der Promotion zum Dr. theol. mit einer Arbeit über die Deutschen Christen (1960) wurde er 1961 zum Dozenten befördert und erhielt 1965 eine Professur mit Lehrauftrag für Kirchengeschichte an der Karl-Marx-Universität Leipzig. 1969 wurde er ordentlicher Professor und lehrte auch noch nach seiner Emeritierung 1992 in Leipzig.
Meier baute in Leipzig eine Abteilung für Kirchliche Zeitgeschichte auf und gilt dank zahlreicher Publikationen zum Protestantismus in der ersten Hälfte des 20. Jahrhunderts als einer der profiliertesten Vertreter dieses Faches in Deutschland.
Seit 1948 war Meier Mitglied der FDJ und gehörte als Student zu einem Kreis, der sich für die „Heranbildung einer fortschrittlichen Theologenschaft in der Kirche“ einsetzte. 1957 trat er als „IM Werner“ in den Dienst des Ministeriums für Staatssicherheit und berichtete bis zum Ende der DDR über Angelegenheiten der Fakultät und über Kontakte mit Fachkollegen in der Bundesrepublik Deutschland. 1989 erhielt er die Humboldt-Medaille in Gold.

## Schriften (Auswahl)
- Die Deutschen Christen. Das Bild einer Bewegung im Kirchenkampf des Dritten Reiches. VEB Niemeyer, Halle 1964 (Lizenzausgabe Vandenhoeck & Ruprecht Göttingen).
- Der evangelische Kirchenkampf. Drei Bände. VEB Niemeyer, Halle 1976–1984 (Lizenzausgabe Vandenhoeck & Ruprecht Göttingen).
- Evangelische Kirche in Gesellschaft, Staat und Politik 1918–1945. Aufsätze zur kirchlichen Zeitgeschichte. Berlin (Ost) 1987.
- Volkskirche 1918–1945. Ekklesiologie und Zeitgeschichte. Kaiser, München 1982.
- Kirche und Judentum. Die Haltung der evangelischen Kirche zur Judenpolitik des Dritten Reiches. Vandenhoeck & Ruprecht, Göttingen 1968.
- Kreuz und Hakenkreuz. Die evangelische Kirche im Dritten Reich. dtv, München 1992 (2. Aufl. 2008).
- Die theologischen Fakultäten im Dritten Reich. de Gruyter, Berlin, New York 1996.
- Kirche und Drittes Reich. Zeiterfahrung und Forschungsschwerpunkt. In: Dietrich Meyer (Hrsg.): Kirchengeschichte als Autobiographie. Ein Blick in die Werkstatt zeitgenössischer Kirchenhistoriker. Rheinland-Verlag, Köln 1998, S. 143–228.